# Just Get Out of My Life
Just Get Out of My Life är en sång komponerad av Ralph Siegel och med text skriven av Bernd Meinunger och José Juan Santana Rodriguez. Sången framfördes av Andrea Demirović som representerade Montenegro i Eurovision Song Contest 2009, i Moskva, Ryssland.